# Estrella del Norte
Der Estrella del Norte war ein Zug und eine Zugverbindung zwischen Buenos Aires (Argentinien) und La Paz in Bolivien. Es war die längste im Personenverkehr angebotene Verbindung in Südamerika.

## Vorgeschichte
Seit dem 28. Februar 1891 gab es durchgehenden Zugverkehr zwischen Buenos Aires und San Miguel de Tucumán (oft kurz: Tucumán). Der Zug hielt in allen Bahnhöfen und die Fahrt dauerte so 36 Stunden. Ab 1896 verkehrte wöchentlich einmal ein Schnellzug, der die Reisezeit auf 26 Stunden verkürzte. Etwa gleichzeitig erhielt der Bahnhof Tucumán Anschluss an das schmalspurige Netz der Ferrocarril Central Norte, das damals bis San Salvador de Jujuy (kurz: Jujuy) und Salta reichte, ein erster Schritt zur Verlängerung der Verbindung nach Bolivien.

## Geschichte
In der Glanzzeit der Eisenbahn wurden auf der Verbindung mehrere Schnellzüge angeboten, darunter seit 1914 ein Zug, der ab 1930 unter der Bezeichnung Estrella del Norte verkehrte und Buenos Aires nachmittags verließ. Andere Züge zwischen Buenos Aires und Tucumán waren der Expreso Buenos Aires Tucumán, der Panamericano (1929–1942), ebenfalls mit Anschluss in Richtung Bolivien, und El Tucumano (1939–1964), eine Tagesverbindung zwischen Buenos Aires und Tucumán.
Die Fahrt im Estrella del Norte nahm in den 1970er Jahren laut Fahrplan etwa drei Tage in Anspruch, dauerte aber in der Realität oft länger. Verspätungen von 12 Stunden waren nicht ungewöhnlich. Sowohl die Eisenbahninfrastruktur als auch die Fahrzeuge befanden sich damals in einem schlechten Zustand.
Anlässlich der Einstellung des gesamten Eisenbahnfernverkehrs in Argentinien 1993 wurde auch der Estrella del Norte aufgegeben.

## Betrieb

### Service
Ursprünglich verkehrte der Zug einmal wöchentlich, später dann zeitweise auch täglich. Er hielt entlang der Strecke in den Bahnhöfen der größeren Städten: La Banda, Forres, Fernández, Herrera, Colonia Dora, Pinto, Ceres, Rafaela, Gálvez und Rosario Norte, wobei Rosario und La Banda – abgesehen von den Anfangs- und Zielbahnhöfen – die mit dem größten Aufkommen an Reisenden waren. In Tucumán bestand Anschluss an Züge von und in Richtung Bolivien. Der Estrella del Norte war ein konventioneller Zug, seine Preise waren niedriger als die der besser ausgestatteten Züge. Ab 1953 wurden nördlich von Rosario nur noch Diesellokomotiven vorgespannt.
Der Estrella del Norte führte anfangs Schlafwagen aus englischer Produktion, „Pullmanwagen“ und einen Speisewagen. In den 1960er Jahren führte der Zug zusätzlich zu den Schlafwagen (Klasse D) noch Sitzwagen der 1. (Klasse P) und 2. Klasse („Touristenklasse“ / CT) und Speisewagen. Außer den englischen Schlafwagen waren die übrigen Fahrzeuge neuer und aus niederländischer Produktion. Ende der 1970er Jahre wurden die alten Schlafwagen durch neue ersetzt und erneut Pullmanwagen eingestellt. In den 1980er Jahren wurde der Schlafwagenservice dann aufgegeben.
Der Zug war normalerweise mit 18 oder 20 Wagen unterwegs. Er war so nachgefragt, dass er in den Sommermonaten 1976 / 1977 sogar in zwei Einheiten verkehrte: In der vorgesehenen Fahrplanlage verkehrten alle Wagen außer der Touristenklasse und den Gepäckwagen. Die wurden mit einem zweiten Zug hinterhergeschickt, der eine Stunde später fuhr, 17 oder 18 Wagen der Touristen-Klasse und einen zusätzlichen Speisewagen beförderte.

### Unfälle
Am 1. Februar 1970 brannte ein Wagen des Zuges aus. Es gelang vorher, ihn vom Zug abzukuppeln, so dass der übrige Zug nicht beschädigt wurde.

Am 25. Februar 1978 war der Estrella del Norte in den zweitschwersten Eisenbahnunfall in der Geschichte Argentiniens verwickelt. Es war der Zug von Tucumán nach Buenos Aires, der mit 2.130 Reisenden besetzt war. Bei Sa Pereira in der Provinz Santa Fe stieß der Zug auf einem niveaugleichen Bahnübergang mit dem Anhänger eines Lastzuges zusammen. Die Lokomotive entgleiste und zwei Wagen schoben sich ineinander; 55 Menschen starben, 56 wurden darüber hinaus verletzt. 